# Альмуньєнте
Альмуньєнте (ісп. Almuniente) — муніципалітет в Іспанії, у складі автономної спільноти Арагон, у провінції Уеска. Населення — 567 осіб (2009).
Муніципалітет розташований на відстані близько 320 км на північний схід від Мадрида, 21 км на південь від Уески.
На території муніципалітету розташовані такі населені пункти: (дані про населення за 2009 рік)
- Альмуньєнте: 209 осіб
- Фрула: 350 осіб

## Демографія
Динаміка населення (INE ):